# UCI-Cyclocross-Weltcup 2019/20
Beim UCI-Cyclocross-Weltcup 2019/20 wurden von September 2019 bis Januar 2020 durch die Union Cycliste Internationale Weltcup-Sieger im Cyclocross ermittelt. 
Für die U23-Frauen gab es keine gesonderten Rennen, jedoch eine gesonderte U23-Wertung, für die die in den Elite-Rennen erzielten Punkte zählten. 

## Termine
| Rnd | Datum              | Ort                                 |
| --- | ------------------ | ----------------------------------- |
| 1   | 14. September 2019 | Iowa City                           |
| 2   | 22. September 2019 | Waterloo                            |
| 3   | 20. Oktober 2019   | Bern                                |
| 4   | 16. November 2019  | Tábor (Cyklokros Tábor)             |
| 5   | 24. November 2019  | Koksijde (Duinencross Koksijde)     |
| 6   | 22. Dezember 2019  | Namur (Citadelcross)                |
| 7   | 26. Dezember 2019  | Heusden-Zolder (Cyclocross Zolder)  |
| 8   | 19. Januar 2020    | Nommay (GP Nommay)                  |
| 9   | 26. Januar 2020    | Hoogerheide (GP Adrie van der Poel) |

## Elite

### Frauen
| Rnd | Datum              | Ort            | Erste                      | Zweite                     | Dritte            |
| --- | ------------------ | -------------- | -------------------------- | -------------------------- | ----------------- |
| 1   | 14. September 2019 | Iowa City      | Maghalie Rochette          | Kateřina Nash              | Clara Honsinger   |
| 2   | 22. September 2019 | Waterloo       | Kateřina Nash              | Jolanda Neff               | Evie Richards     |
| 3   | 20. Oktober 2019   | Bern           | Annemarie Worst            | Ceylin del Carmen Alvarado | Anna Kay          |
| 4   | 16. November 2019  | Tábor          | Annemarie Worst            | Ceylin del Carmen Alvarado | Yara Kastelijn    |
| 5   | 24. November 2019  | Koksijde       | Ceylin del Carmen Alvarado | Lucinda Brand              | Yara Kastelijn    |
| 6   | 22. Dezember 2019  | Namur          | Lucinda Brand              | Ceylin del Carmen Alvarado | Annemarie Worst   |
| 7   | 26. Dezember 2019  | Heusden-Zolder | Lucinda Brand              | Ceylin del Carmen Alvarado | Annemarie Worst   |
| 8   | 19. Januar 2020    | Nommay         | Annemarie Worst            | Ceylin del Carmen Alvarado | Katherine Compton |
| 9   | 26. Januar 2020    | Hoogerheide    | Lucinda Brand              | Annemarie Worst            | Sanne Cant        |

Gesamtwertung
| Platz | Name                       | Punkte |
| ----- | -------------------------- | ------ |
| 1     | Annemarie Worst            | 495    |
| 2     | Ceylin del Carmen Alvarado | 480    |
| 3     | Kateřina Nash              | 430    |
| 4     | Inge van der Heijden       | 388    |
| 5     | Katherine Compton          | 377    |
| 6     | Maghalie Rochette          | 375    |

### Männer
| Rnd | Datum              | Ort            | Erster               | Zweiter        | Dritter                |
| --- | ------------------ | -------------- | -------------------- | -------------- | ---------------------- |
| 1   | 14. September 2019 | Iowa City      | Eli Iserbyt          | Toon Aerts     | Daan Soete             |
| 2   | 22. September 2019 | Waterloo       | Eli Iserbyt          | Toon Aerts     | Michael Vanthourenhout |
| 3   | 20. Oktober 2019   | Bern           | Eli Iserbyt          | Toon Aerts     | Michael Vanthourenhout |
| 4   | 16. November 2019  | Tábor          | Mathieu van der Poel | Eli Iserbyt    | Lars van der Haar      |
| 5   | 24. November 2019  | Koksijde       | Mathieu van der Poel | Laurens Sweeck | Toon Aerts             |
| 6   | 22. Dezember 2019  | Namur          | Mathieu van der Poel | Toon Aerts     | Corné van Kessel       |
| 7   | 26. Dezember 2019  | Heusden-Zolder | Mathieu van der Poel | Laurens Sweeck | Quinten Hermans        |
| 8   | 19. Januar 2020    | Nommay         | Eli Iserbyt          | Toon Aerts     | Laurens Sweeck         |
| 9   | 26. Januar 2020    | Hoogerheide    | Mathieu van der Poel | Toon Aerts     | Eli Iserbyt            |

Gesamtwertung
| Platz | Name                   | Punkte |
| ----- | ---------------------- | ------ |
| 1     | Toon Aerts             | 577    |
| 2     | Eli Iserbyt            | 531    |
| 3     | Michael Vanthourenhout | 492    |
| 4     | Laurens Sweeck         | 473    |
| 5     | Lars van der Haar      | 467    |
| 6     | Quinten Hermans        | 444    |

## U23

### Frauen
Gesamtwertung
| Platz | Name                       | Punkte |
| ----- | -------------------------- | ------ |
| 1     | Ceylin del Carmen Alvarado | 480    |
| 2     | Inge van der Heijden       | 388    |
| 3     | Anna Kay                   | 346    |
| 4     | Manon Bakker               | 333    |
| 5     | Shirin van Anrooij         | 237    |
| 6     | Marion Norbert-Riberolle   | 233    |

### Männer
| Rnd | Datum             | Ort            | Erster           | Zweiter         | Dritter          |
| --- | ----------------- | -------------- | ---------------- | --------------- | ---------------- |
| 1   | 20. Oktober 2019  | Bern           | Kevin Kuhn       | Ryan Kamp       | Loris Rouiller   |
| 2   | 16. November 2019 | Tábor          | Thomas Mein      | Kevin Kuhn      | Antoine Benoist  |
| 3   | 24. November 2019 | Koksijde       | Niels Vandeputte | Jelle Camps     | Ryan Kamp        |
| 4   | 22. Dezember 2019 | Namur          | Kevin Kuhn       | Ryan Kamp       | Jakob Dorigoni   |
| 5   | 26. Dezember 2019 | Heusden-Zolder | Kevin Kuhn       | Antoine Benoist | Loris Rouiller   |
| 6   | 19. Januar 2020   | Nommay         | Ryan Kamp        | Kevin Kuhn      | Thomas Mein      |
| 7   | 26. Januar 2020   | Hoogerheide    | Ryan Kamp        | Antoine Benoist | Niels Vandeputte |

Gesamtwertung
| Platz | Name             | Punkte |
| ----- | ---------------- | ------ |
| 1     | Kevin Kuhn       | 230    |
| 2     | Ryan Kamp        | 220    |
| 3     | Antoine Benoist  | 185    |
| 4     | Niels Vandeputte | 173    |
| 5     | Thomas Mein      | 173    |
| 6     | Loris Rouiller   | 138    |

## Junioren

### Männer
| Rnd | Datum             | Ort            | Erster      | Zweiter          | Dritter          |
| --- | ----------------- | -------------- | ----------- | ---------------- | ---------------- |
| 1   | 20. Oktober 2019  | Bern           | Thibau Nys  | Jente Michels    | Emiel Verstrynge |
| 2   | 16. November 2019 | Tábor          | Thibau Nys  | Davide De Pretto | Jan Zatloukal    |
| 3   | 24. November 2019 | Koksijde       | Thibau Nys  | Ward Huybs       | Lennert Belmans  |
| 4   | 22. Dezember 2019 | Namur          | Thibau Nys  | Dario Lillo      | Rémi Lelandais   |
| 5   | 26. Dezember 2019 | Heusden-Zolder | Thibau Nys  | Dario Lillo      | Lennert Belmans  |
| 6   | 19. Januar 2020   | Nommay         | Thibau Nys  | Rémi Lelandais   | Emiel Verstrynge |
| 7   | 26. Januar 2020   | Hoogerheide    | Dario Lillo | Lennert Belmans  | Thibau Nys       |

Gesamtwertung
| Platz | Name             | Punkte |
| ----- | ---------------- | ------ |
| 1     | Thibau Nys       | 240    |
| 2     | Dario Lillo      | 200    |
| 3     | Lennert Belmans  | 180    |
| 4     | Emiel Verstrynge | 160    |
| 5     | Rémi Lelandais   | 151    |
| 6     | Ward Huybs       | 150    |